# Boiana

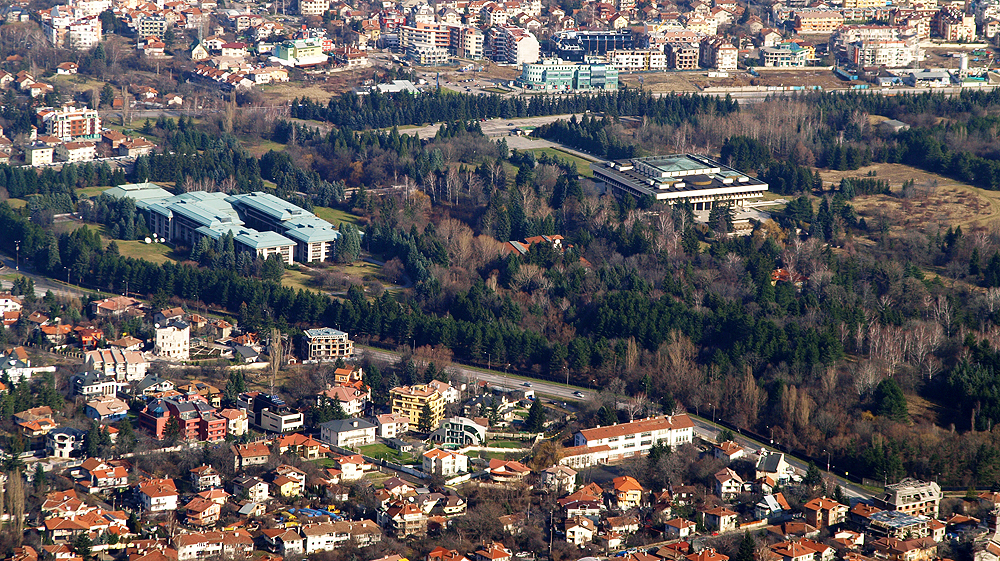
Centro de Boiana com destaque para a residência palacial e o Museu Histórico Nacional

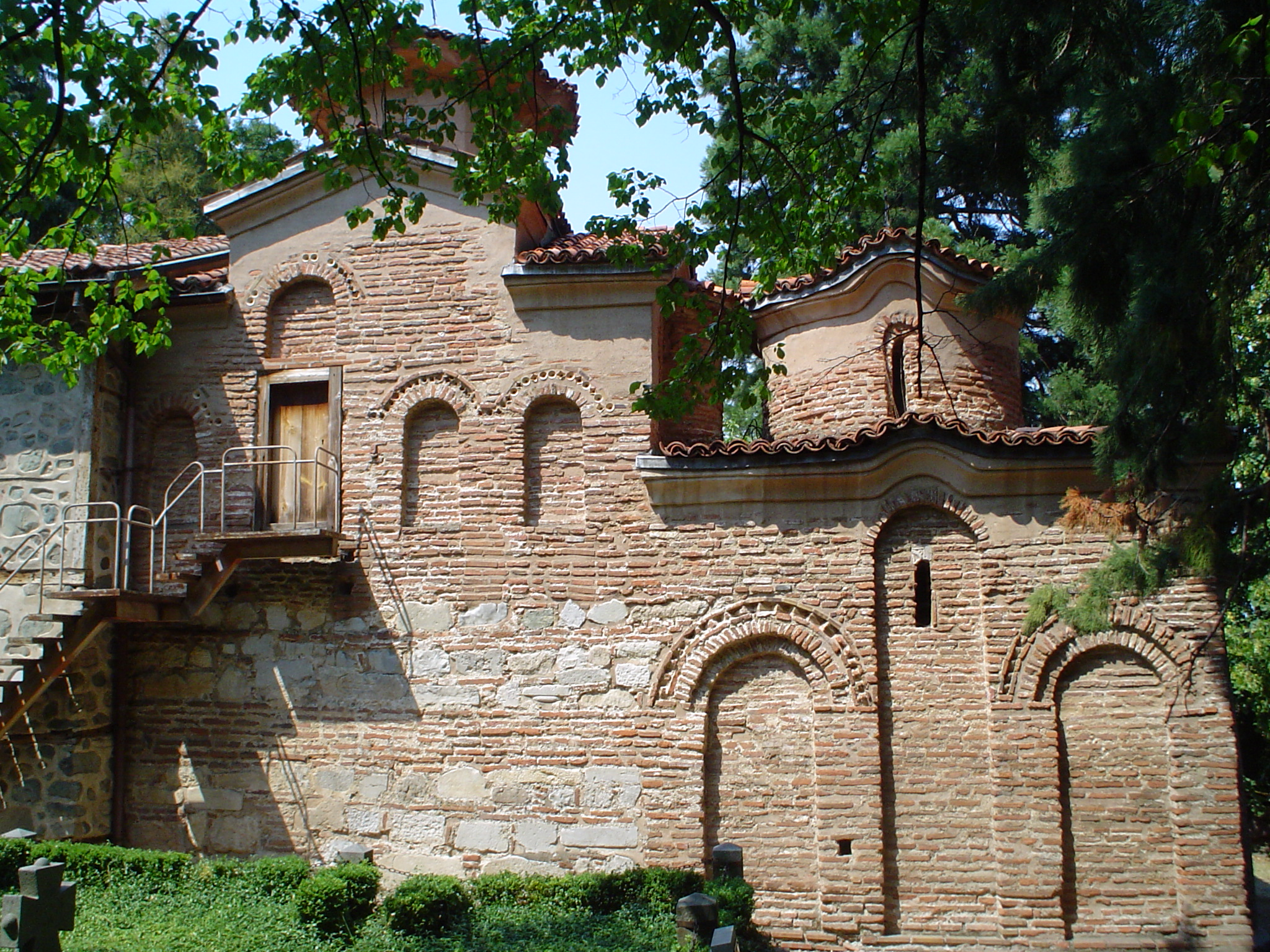
Igreja de Boiana

Boiana é um bairro da capital búlgara de Sófia situado no distrito de Vitocha, 8 km ao sul do centro da cidade, na periferia de Vitocha. Formalmente configura-se como uma vila afastada, mas foi incorporada, desde 1961, em Sófia.

## História
A primeira menção ao nome de Boiana ocorreu num excerto do século XI da Visão de Daniel (РЄЧЄТЬ ОУ БОІАНѢ ѠСТАВИТЄ ТОУ ПЛѢНЬ). Provavelmente deriva do nome pessoal Boian, porém alternativamente sugeriu-se uma etimologia do latim vulgar ou latim balcânico *boiana ("pastor do [rio]"), do latim boviana ("do pastor").
Em 1015, no contexto da conquista bizantina do Primeiro Império Búlgaro, Boiana foi conquistada pelo general Nicéforo Xífias. Em 1040, em conexão à revolta de Pedro Deliano e a invasão pechenegue de 1048, Boiana é citada como um forte chamado Boiano ou Boian (em grego: Βοιάνος; romaniz.: Boiános; em búlgaro: Боян; romaniz.: Boyan), onde uma guarnição liderada pelo voivoda Botco estava estacionada.

## Arquitetura
A famosa Igreja de Boiana, parte da Lista do Patrimônio Mundial da UNESCO, está localizada no bairro. Outros marcos incluem a Cachoeira de Boiana e o Museu Histórico Nacional instalado na antiga residência palacial de Boiana, projetada por Alexander Georgiev Barov. Os Estúdios Nu Boyana Film e a casa do Big Brother Bulgária também localizam-se em Boiana.